# 索格 (上卢瓦尔省)
索格（法語：Saugues，法語發音：[soɡ]）是法国上卢瓦尔省的一个市镇，位于该省西部偏南，属于布里尤德区。

## 地理
索格（44°57'36"N, 3°32'51"E）面积78.8 平方千米，位于法国奥弗涅-罗讷-阿尔卑斯大区上盧瓦爾省，该省份为法国中南部省份，北起多姆山省和卢瓦尔省，西接康塔爾省，南至洛泽尔省，东临阿尔代什省。
与索格接壤的市镇（或旧市镇、城区）包括：拉贝塞尔圣马里、屈贝勒、埃斯普朗塔-瓦泽耶、格雷兹、阿列河畔莫尼斯特罗勒、阿列河畔圣普雷热、旺特日、勒马尔济约福兰、马尔热里德地区波亚克。
索格的时区为UTC+01:00、UTC+02:00（夏令时）。

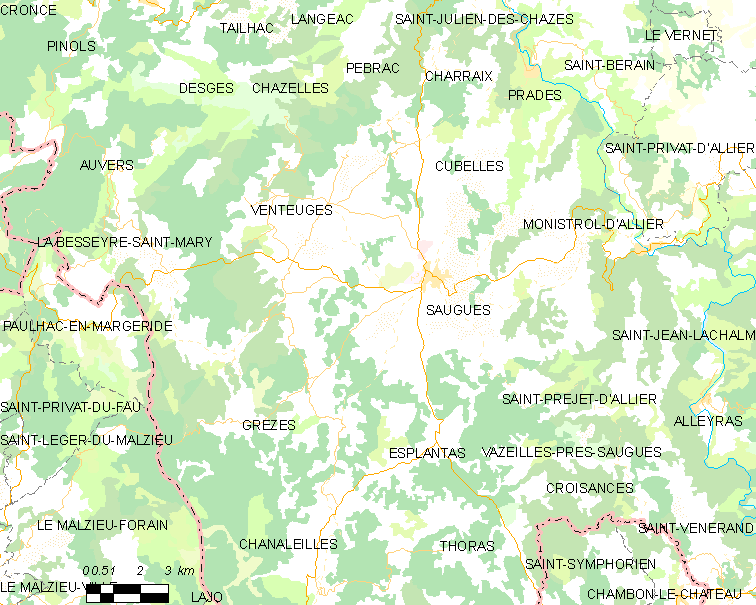
索格的OSM定位图

## 行政
索格的邮政编码为43170，INSEE市镇编码为43234。

## 政治
索格所属的省级选区为阿列峡-热沃当县。

## 交通
上卢瓦尔省省道D33线、D585线和D589线在市中心交汇。

## 人口

1962-2008年间索格人口变化图示

索格于2022年1月1日时的人口数量为1664人。